# 德國—塞爾維亞關係
德国－塞尔维亚关系是德国和塞尔维亚之间的外交关系。两国于1879年1月18日建立了外交关系。德国在贝尔格莱德设有大使馆。塞尔维亚在柏林设有大使馆，此外还设立了5个总领事馆（位于法兰克福、汉堡、慕尼黑、斯图加特和杜塞尔多夫）。大约有50.5万塞尔维亚后裔居住在德国。

## 历史

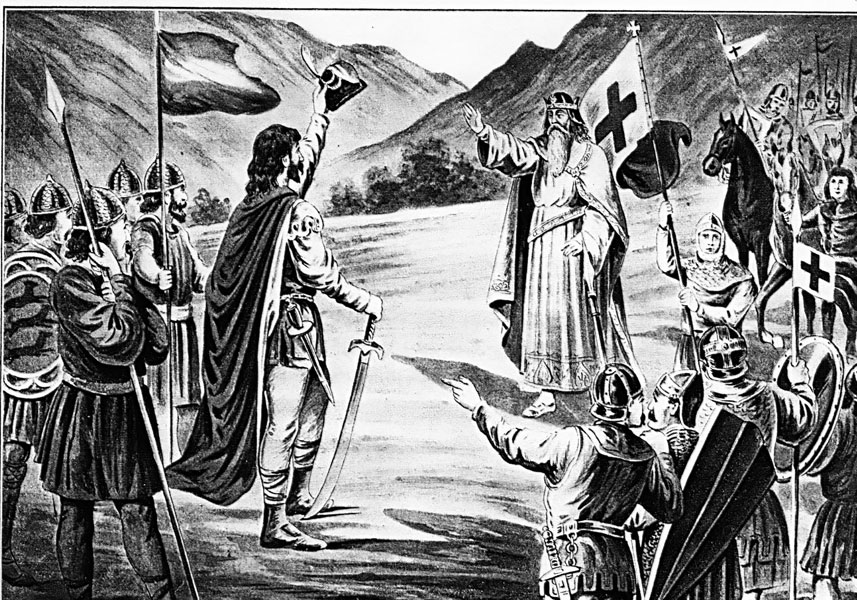
1189年斯特凡·尼曼雅一世和腓特烈一世的会议

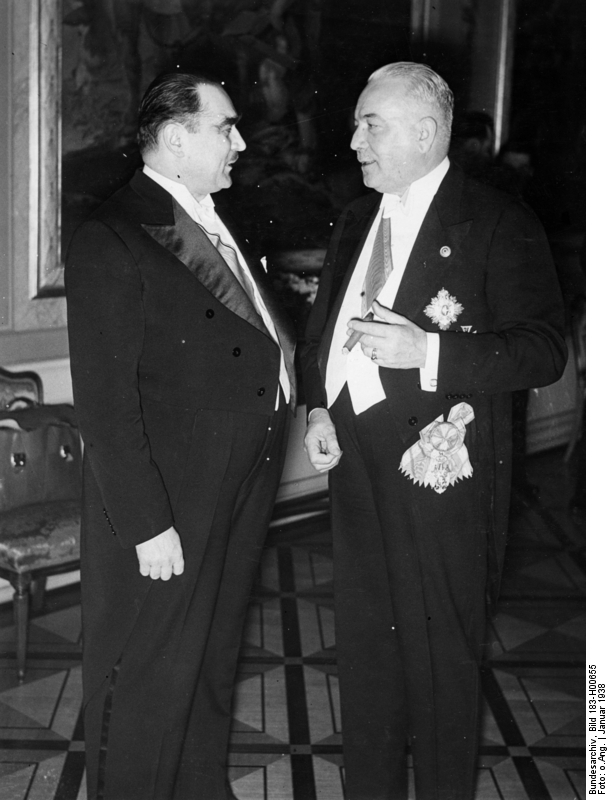
米兰·斯托亚迪诺维奇，南斯拉夫总理，和康斯坦丁·冯·纽赖特，德国外交部长，1938年

塞尔维亚和德国的关系始于中世纪。12世纪时，塞尔维亚大公斯特凡·尼曼雅一世和皇帝腓特烈一世在现代的尼什有过一次会面。在塞尔维亚中世纪国家崛起时期，为了进一步扩大采矿业，撒克逊矿工被引入塞尔维亚，采矿业是塞尔维亚统治者财富和权力的主要来源。撒克逊人在他们的工作中被给予某些特权。
哈布斯堡王朝的塞尔维亚文化很大程度上受到德国文化的影响，一部分塞尔维亚人受到德国化的影响。由于德国的影响和其他一些原因，塞尔维亚人的文化模式被重新塑造，并向中欧国家看齐。
塞尔维亚公国和王国与德国关系密切。大多数塞尔维亚工程师和技术专家是在德国或讲德语的国家接受教育的，德语是有关高等教育机构的必需语言。慕尼黑是塞尔维亚画家的重要教育中心。德国建筑师也影响了塞尔维亚的建筑。塞尔维亚的民事和贸易法律，以及贝尔格莱德大学的组织都受到德国模式的影响。
第一次世界大战后，这两个国家的关系一直处于很低的水平，但是贸易和联合企业从未停止。
在战间期，德国的政治和文化影响力变得不那么重要，因为法国成为南斯拉夫王国的主要影响力，法国文化受到塞尔维亚精英的青睐。在两次世界大战期间，共有62篇博士论文用德语进行答辩，其中31篇是经济学领域的。20世纪30年代，贝尔格莱德大学的一些学生获得了德国奖学金。在1937－1940年期间，大约有50名南斯拉夫公民在德国留学，这一数字仅次于法国。许多教授也在德国接受了研究生教育。

## 国家比较
|          | 德国                                                    | 塞尔维亚                                                       |
| -------- | ------------------------------------------------------- | -------------------------------------------------------------- |
| 人口     | 81,799,600                                              | 7,120,666                                                      |
| 面积     | 357,021 km2（137,847平方英里）                          | 88,361 km2（34,116平方英里）                                   |
| 人口密度 | 229/km2（593/平方英里）                                 | 144.46/km2（330/平方英里）                                     |
| 首都     | 柏林                                                    | 贝尔格莱德                                                     |
| 最大城市 | 柏林 – 3,471,756 （都会区：6,000,000）                  | 贝尔格莱德 – 1,640,000 （都会区：2,000,000）                   |
| 政府     | 联邦议会宪政共和国                                      | 议会共和制                                                     |
| 领导人   | 总统：弗兰克-瓦尔特·施泰因迈尔 总理：安格拉·默克尔      | 总统：亚历山大·武契奇 总理：安娜·布納比奇                      |
| 官方语言 | 德语                                                    | 塞尔维亚语（地方省份有其他官方语言）                           |
| 主流宗教 | 30.0%天主教，29.9%新教， 1.6%东正教和4.6%－5.2%伊斯兰教 | 84.1%东正教，6.24%天主教，3.62%伊斯兰教， 2%新教和5.4%其他宗教 |